# Фредрикс, Такер
Такер Фредрикс (англ. Tucker Fredricks) — конькобежец из США. Бронзовый призёр чемпионата мира на 500 м (2007), двукратный обладатель Кубка мира на дистанции 500 м (2007, 2010).

## Биография
Начал бегать на коньках в 1994 году.
На Олимпийских играх 2006 года в Турине занял 25-е место на дистанции 500 метров.
В 2007 году выиграл Кубок мира на дистанции 500 метров и занял третье место на чемпионате мира по отдельным дистанциям на 500 м.
На Олимпийских играх 2010 года в Ванкувере занял 10-е место на дистанции 500 метров. В том же году вновь выиграл Кубок мира.